# ギガントサウルス
『ギガントサウルス』（原題: Gigantosaurus）はジョニー・ダドル原作の本、「Gigantosaurus」をもとにフランスとカナダの会社が共同製作した幼児向けアニメ。アメリカでは、2019年1月18日から2022年11月14日までディズニージュニアで放送されていた。また、日本では同年7月27日からディズニージュニアで放送されている。この他にもフランスのフランス5、イギリスのタイニー・ポップ(en)などで放送されている。2021年1月3日からNHKのEテレでシーズン1が、2023年4月8日からシーズン2が、2024年4月6日からシーズン3が放送開始された。さらに、本作はNetflixおよびDisney+で世界的に配信されている。
本作は、白亜紀を舞台に4匹のちびっこ恐竜たちが大きくて強い恐竜ギガントサウルスの謎を追いながら、共に助け合い成長していく内容である。

## キャラクター

### 主なキャラクター
ギガントサウルス
声 - 中西正樹
クリタシアで一番強い恐竜（ギガノトサウルス）。たまにちびっこ恐竜たちを守ったりする。基本的には無口であり、シーズン1最終話で初めてしゃべる。ちびっこ恐竜たちからは「ギガント」と呼ばれている。
ロッキー
声 - くまいもとこ
怖いもの知らずで勇敢なパラサウロロフスの男の子。9歳。いつかギガントサウルスのようになりたいと思っている。ギガントカードが宝物。
ビル
声 - 小林由美子
臆病だが心優しいブラキオサウルスの男の子。9歳。とても食いしん坊。
タイニー
声 - 川田妙子
トリケラトプスの女の子で、 踊ること、歌うこと、冗談を言うことが大好きな一方、戦闘行為は好まない。9歳。
マズ
声 - 佐藤美由希
クリタシアで一番賢いアンキロサウルスの女の子。9歳。キガントサウルスの行動や様子をギガントペディアに記している。

### その他のキャラクター
クロー
声 - 熊谷海麗
いつもちびっこ恐竜たちや他の恐竜からから食べ物を盗もうとするヴェロキラプトル姉弟の姉。
トーター
声 - 岡本幸輔
ヴェロキラプトル姉弟の弟。姉には従順だが、ちびっこ恐竜たちと仲良くすることもある。
アーチー
声 - 岡本幸輔
飛ぶことが苦手な始祖鳥。ちびっこ恐竜たちと大の仲良し。
イグナティウス（イギー）
声 - 中西正樹
ラップが得意なコンプソグナトゥス。
パッチー
声 - 岡本幸輔
目が悪くいつも眼鏡をかけているパキケファロサウルス。
アヤティ
声 - 藤田曜子
ブラキオサウルスのおばあちゃん。
ルゴ
声 - 藤田曜子
小さな齧歯類、ルゴソドンの女の子。
ディロ
声 - 中西正樹
ディロフォサウルス。何でも自分の思い通りにして、結果的に問題を起こすトラブルメーカー。
ヘガン
声 - 藤田曜子
ちびっこ恐竜たちを守ってくれるプテラノドン。
ターミノネーター（ターミー）
声 - 熊谷海麗
クローとトーターと同じようにちびっこ恐竜たちをいじめようとする首長竜。
トレイ
声 - 岡本幸輔
タイニーのお兄ちゃん。トリケラトプス。強くて大きい。
マーシュ
声 - 宮本佳那子
とても幼稚なステゴサウルスの男の子。
Tレックス（ティー）
いじめっ子のティラノサウルスの少年。
声 - 蒼谷和樹
レオン
ちびっこ恐竜たちを助けてくれる、優しいアーケロン。湖に住んでいる。
ミッシー
マジックが得意なインキシヴォサウルス。
声 - 三重野帆貴
プリンク
湖に住む、ピンク色のイクチオサウルス。
声 - 藤田曜子
プロンク
湖に住む、緑色のイクチオサウルス。
声 - 田中貴子
プランク
湖に住む、青いイクチオサウルス。
声 - 藤原夏海
ロロ
ロッキーのいとこ。
リーナ
声 - 田中貴子
ビルの妹。
トーリー
タイニーの妹。
ザック
マズの弟。
スピノサウルス
たまに現れ、襲ってくる大きな恐竜（スピノサウルス）。ギガントと同じくらい大きい。

## エピソード

### シーズン1(2019年～2020年)
| 話数  | 話数  | サブタイトル                                    | 原題                                        | 放送日         | 放送日        |
| [ 7 ] | [ 8 ] | サブタイトル                                    | 原題                                        | [ 9 ]          | [ 10 ]        |
| ----- | ----- | ----------------------------------------------- | ------------------------------------------- | -------------- | ------------- |
| —     | 1     | マズのちょうせん/だれのタマゴ?                  | Mazu Takes a Chance/The Lost Egg            | 2019年 1月18日 | 2021年 1月3日 |
| —     | 2     | アヤティをすくえ/クレバスをわたれ               | Saving Ayati/The Crevice                    | 2019年 1月18日 | 1月17日       |
| —     | 3     | しまにわたろう/どうくつに はいるな              | The Island/Don't Cave In                    | 1月25日        | 1月24日       |
| —     | 4     | トリケラトプスのテスト/ロッキーのしんきろく     | Because Triceratops!/Rock Out               | 2月1日         | 1月31日       |
| —     | 5     | アーチー そらをとぶ/まねっこ だいすき           | Air Archie/The Imitator                     | 2月8日         | 2月11日       |
| —     | 6     | いちばんのヒーロー/マズのなやみ                 | The Biggest Hero/Think Quick                | 2月15日        | 12月3日       |
| —     | 7     | はなをとらないで/わらえない おわらい            | Please Don't Pick the Flowers/No Joke       | 2月22日        | 12月10日      |
| —     | 8     | ほしのちず/タイニーのしょうり                   | Seeing Stars/A Tiny Triumph                 | 3月1日         | 12月17日      |
| —     | 9     | わらって!ギガント/たからもの!                   | Giganto's Laugh/Treasure!                   | 3月8日         | 12月24日      |
| 23    | 10    | こおったギガント/ダイノシア                     | Frozen Giganto/Dinosia                      | 11月9日        | 12月31日      |
| 10    | 11    | とうめいビル/パッチーのめがね                   | Invisi-Bill/Patchy Sees the Light           | 3月15日        | 2022年 1月1日 |
| 11    | 12    | いわがころがったのはなぜ?/おおきくなりたい      | Differing Dino Tales/Big Bill               | 3月22日        | 1月2日        |
| 12    | 13    | スター・サウルス/マーシュとラプトル             | Talent-O-Saurus/Marsh the Raptor            | 3月29日        | 1月3日        |
| 25    | 14    | マズとクローがくっついた/いそいで マーシュ      | A Very Sticky Problem/Forward Marsh         | 2020年 1月13日 | 1月3日        |
| 13    | 15    | さいこうのとさか/みずがきえた                   | The Best Crest/The Drought                  | 2019年 4月5日  | 1月7日        |
| 14    | 16    | ギガントとレースしよう/たべものどろぼう         | Racing Giganto/Bill's Night Feast           | 4月19日        | 1月14日       |
| 15    | 17    | みどりのかいぶつ/ギガントのこえをつかまえろ     | The Big Mean Green/How Giganto Got His Roar | 5月10日        | 1月21日       |
| 16    | 18    | ラプトルとのしょうぶ/ギガントのボス             | The Challenge/Giganto's Boss                | 6月7日         | 1月28日       |
| 17    | 19    | リーダーは ぼくだ/アーティストたんじょう        | Follow the Leader/An Artist Is Born         | 6月28日        | 2月4日        |
| 18    | 20    | ロッキーのたんじょうび/ちっちゃなき             | Bill's Broken Promise/Born Tree             | 7月12日        | 2月11日       |
| 19    | 21    | ギガントのしっぽ/うそつきビル                   | A Giganto Power/Crying Wolfasaurus          | 7月26日        | 2月18日       |
| 20    | 22    | 5にんのとも/ちいさなおねがい                    | The Five Friends/A Tiny Favor               | 8月30日        | 2月25日       |
| 21    | 23    | ビルとココナツ/おにいちゃんとおねえちゃん       | Coco Bill/Brothers and Sisters              | 9月6日         | 3月4日        |
| 22    | 24    | うかぶいし/あらしのなかの ひかり                | The Floating Stone/The Light in the Storm   | 10月26日       | 3月11日       |
| 24    | 25    | いちばんみじかいひ/マズのほうきぼし             | The Shortest Day/Mazu's Comet               | 12月7日        | 3月18日       |
| —     | 26    | さよならギガントパート1/さよならギガントパート2 | Goodbye Giganto!                            | 2020年 2月29日 | 3月25日       |

### シーズン2(2021年)
| 話数 | 通算 | サブタイトル                                          | 原題                                               | 放送日             | 放送日        |
| 話数 | 通算 | サブタイトル                                          | 原題                                               | アメリカ合衆国の旗 | [ 10 ]        |
| ---- | ---- | ----------------------------------------------------- | -------------------------------------------------- | ------------------ | ------------- |
| 1    | 27   | かえってきて ターミー/ロッキー、きろくにちょうせん    | Termy, Come Home!/Rocky The Record Breaker         | 2021年 1月4日      | 2023年 4月8日 |
| 2    | 28   | だいすきギガント/むれのガーディアン                   | I Heart Giganto/Guardians of the Heads             | 2月8日             | 4月15日       |
| 3    | 29   | ピンクいろのおつきさま/ギガントのギャラリー           | Once in a Pink Moon/A Giganto Gallery              | 1月11日            | 4月22日       |
| 4    | 30   | ギガント・スポーツたいかい/ココナツでんわのココフォン | Giganto's Game/Coconuts for Coco-Phones            | 1月18日            | 4月29日       |
| 5    | 31   | ミニギガント/うたうきょうりゅう                       | Mini Giganto/Singosaurus                           | 1月25日            | 5月6日        |
| 6    | 32   | レオンのあたらしいおうち/かがみよ かがみ              | A New Home for Leon/Mirror Mirror                  | 2月1日             | 5月13日       |
| 7    | 33   | アヤティのおっきいたんじょうび/ティラノサウルスのT    | Ayati's Big Birthday/A New Best T                  | 2月15日            | 5月20日       |
| 8    | 34   | トップきょうりゅう/つきをめざす きょうりゅう          | Top Dino/Dinos to the Moon                         | 2月22日            | 5月27日       |
| 9    | 35   | むしがこわいビル/スーパー・マーシュ                   | Don't Bug Bill/Super Marsh                         | 3月1日             | 6月3日        |
| 10   | 36   | プレゼントこうかん/さいしょのココナツ                 | Secret-saurus/Party of One                         | 3月8日             | 6月10日       |
| 11   | 37   | きょうりゅうすごろく/いちばんのアイデア               | Dino Dash/Good Idea                                | 3月15日            | 6月17日       |
| 12   | 38   | まほうつかいアーチー/りゅうこうを おいかけろ          | Archaeop-Tricks/Blind to Fashion                   | 3月22日            | 6月24日       |
| 13   | 39   | プリンク プロンク プランク/いもむしコンテスト         | Plink, Plonk, and Plunk/The Caterpillar Contest    | 3月29日            | 7月1日        |
| 14   | 40   | スター・ストーン/なんでもビル                         | The Star Stone/Capa-Bill                           | 4月5日             | 7月8日        |
| 15   | 41   | ルゴがおうちにやってきた/チャンピオン                 | Rugo the Roommate/The Winner                       | 4月12日            | 7月15日       |
| 16   | 42   | ビッグ・イギー/だっこサウルスをとりもどせ             | The Big Ig/Saving Snugglesaurus                    | 4月19日            | 7月22日       |
| 17   | 43   | うたうシェフ/きょうりゅうドローン                     | The Singing Chef/The Dino Drone                    | 4月26日            | 7月29日       |
| 18   | 44   | こわがりビル/きょうりゅうさがしめいじん               | Scary Bill/The Dino Finder                         | 5月3日             | 8月5日        |
| 19   | 45   | ゆきのどうくつ/いいきょうりゅう                       | The Snow Cave/Good Dino                            | 5月10日            | 8月12日       |
| 20   | 46   | タイムカプセル/マーシュサウルス                       | The Time Capsule/Marsh O Saurus                    | 5月17日            | 8月19日       |
| 21   | 47   | ソリをおいかけろ/ダイノシッター                       | The Great Sled Chase/Dino-Sitting                  | 5月24日            | 8月26日       |
| 22   | 48   | エレメントをマスターせよ/きょうりゅうがっこう         | Master of the Elements/Cretacia's School for Dinos | 6月1日             | 9月2日        |
| 23   | 49   | かなしいとき/どうだろ?                                | A Bush with Sadness/What If?                       | 6月7日             | 9月9日        |
| 24   | 50   | ニオイのてんさい、ビル/かわいい いもうと              | Bill's Nose Knows/Big Brother,Big Sister           | 6月14日            | 9月16日       |
| 25   | 51   | おっきいせいこう/でんせつのぼう                       | A Giant Success/The Stick in the Stone             | 6月21日            | 9月23日       |
| 26   | 52   | おおきなあしあと/スピノをやっつけろ                   | A New Big Guy/Battle of The Titans                 | 6月28日            | 9月30日       |

### シーズン3(2021年～2022年)
| 話数 | 通算 | サブタイトル                                              | 原題                                                | 放送日             | 放送日        |
| 話数 | 通算 | サブタイトル                                              | 原題                                                | アメリカ合衆国の旗 | [ 11 ]        |
| ---- | ---- | --------------------------------------------------------- | --------------------------------------------------- | ------------------ | ------------- |
| 1    | 53   | アヤティのだいぼうけん/カブトガニのおうさま               | Ayati's Great Adventure/King of the Horseshoe Crabs | 2021年 8月9日      | 2023年 1月7日 |
| 2    | 54   | バブル・ビル/かんぺきなほね                               | Bubble Bill/The Perfect Bone                        | 8月16日            | 1月8日        |
| 3    | 55   | たまごをまもれ/にじをおいかけて                           | Adventures in Egg Sitting/ Rainbow's End            | 8月23日            | 1月15日       |
| 4    | 56   | ターミーのおでかけ/ギガントのはがぬけた                   | Termy Steps Out/The Tooth Fairy                     | 8月30日            | 1月22日       |
| 5    | 57   | もうちょっとまてば/ちゅういぶかいロッキー                 | Wait For It!/Mr. Careful                            | 9月6日             | 1月29日       |
| 6    | 58   | タイニーレポート/ねているスピノサウルス                   | Tiny Tells/Sleeping Spino                           | 9月13日            | 2月5日        |
| 7    | 59   | ともだちカード/きえたギガントペディア                     | Friendship Cards/The Missing Manual                 | 10月4日            | 2月12日       |
| 8    | 60   | ビルはおにいちゃん/タイニーはトリックラトプス             | Brother Bill/Tricksteratops                         | 11月8日            | 2月19日       |
| 9    | 61   | かしこいきょうりゅうたちのかいぎ/ヒーローきどりのロッキー | Council of Wise Dinos/Rockatastrophe                | 11月15日           | 2月26日       |
| 10   | 62   | ゆうしゃになりたい/ねむれないマズ                         | The Bravest/The Sleepover                           | 11月29日           | 3月5日        |
| 11   | 63   | げきまずパイ/がんばれトーター                             | Master of Nothing/Hooray for Totor                  | 12月6日            | 3月12日       |
| 12   | 64   | ねむねむマーシュ/クルミのおばけ                           | Sleepless in Cretacia/The Walnut Goblin             | 2022年 1月31日     | 3月19日       |
| 13   | 65   | マーシュのこもりうた/ロッキーのものがたり                 | Marsh's Lullaby/Fantastic Stories                   | 2月7日             | 3月26日       |
| 14   | 66   | ギガントのおやすみライト/しごとをサボるロッキー           | Giganto's Nightlight/A Job Half Done                | 2月28日            | 4月9日        |
| 15   | 67   | ビルのやりかた/バイバイちょうちょさん                     | The Bill Way/Bye-Bye Butterfly                      | 3月7日             | 4月9日        |
| 16   | 68   | モンスターをさがせ/ベビーシッター                         | Mystery Hunters/Watching You                        | 3月28日            | 4月9日        |
| 17   | 69   | タイニーのかいがらをさがせ/スーパーディロ                 | Raiders of the Lost Shell/Super Dilo                | 4月4日             | 4月9日        |
| 18   | 70   | おふざけサウルス/マーシュのきょうだい                     | Silly Saurus/Rock A Baby                            | 4月11日            | 4月9日        |
| 19   | 71   | ジャグリングのなかま/ふりむいちゃダメ？                   | The Juggle Buddies/Don't Look Back                  | 4月18日            | 4月9日        |
| 20   | 72   | ここほれきょうりゅうたち/おさきにどうぞ                   | Digging Dinos/After You                             | 8月1日             | 5月4日        |
| 21   | 73   | おふろにはいろう / ロケット･ロッキー                      | Different Soaks/Rocket Rocky                        | 8月15日            | 9月23日       |
| 22   | 74   | ターミーのこもり/かげえショー                             | Mama Termy/The Shadow Show                          | 9月12日            | 9月23日       |
| 23   | 75   | ふしぎなヒート・ストーン / ウゴウゴズきゅうじょたい       | The Heat Stone/Team Crawly To The Rescue            | 9月26日            | 11月5日       |
| 24   | 76   | かしこいきょうりゅう / みはりやく                         | One Wise Dino/The Lookout                           | 10月31日           | 11月12日      |
| 25   | 77   |                                                           | The Floaty Flower/One Day of Kindness               | 11月7日            |               |
| 26   | 78   | マズのおもい/ギガントのおもい                             | Through Mazu's Eyes/Through Giganto's Eyes          | 11月14日           |               |

## 短編アニメーション
ディズニージュニアでは番組終了後に「何の恐竜?」(原題:Who Knows Their  Dinos)という2分程度の短編アニメーションが放送されている。このコーナーはちびっこ恐竜たちが本作に登場する恐竜についてのクイズを出題する内容である。また、この他にダイノーニュース(原題:Dino News、日本未放送)という別のコーナーも存在する。

## 特別放送
- 2019年7月27日朝7時30分からディズニージュニアで第1話から第5話まで放送された[出典 3]。

- 2023年1月7日午後2時から2時間、ディズニージュニアで日本初登場エピソード[12]が一挙放送された。
- 2023年4月9日午前11時から「恐竜の日」に合わせて、日本初登場エピソードを含む新作6話が一挙放送された。
- 2023年9月23日午後0時30分から3時間30分、ディズニージュニアで日本初登場エピソード2話を含むエピソードが放送された。

## 用語
- ギガントカード(ロッキーが持っているギガントサウルスの絵が描かれたカード)
- ギガントペディア(マズが持っている本)
- ココフォン(マズが開発したココナツの電話)
- クリタシア(ちびっ子恐竜たち[4]が住んでいる場所の名前)
- オブリビオン火山(クリタシアにある火山)

## 曲
- 出典：[出典 4]
- Calypso Dino
- Cocophone(ココナツでんわのココフォン)
- Friends Forevermore(うたうきょうりゅう)
- Gigantosaurus He's Really Enormous(オープニング)
- It's Spring(さいしょのココナツ)
- Little Friend
- Merry Christmas
- Mighty Dinosaurs(うたうシェフ)
- Secret Saurus(プレゼントこうかん)
- Togetherness day(だいすきギガント)
- Treasure Hunt(チャンピオン)
- Waboo Waboo
- Wiggle Worm(いもむしコンテスト)

## グッズ
日本においては、NHKエンタープライズが日本における商品化権の代理店契約を結び、ライセンス事業を展開している。

### おもちゃ
- ギガントサウルス フィギュアセット[出典 5]

- ギガントサウルス ギガント ジャンボ[出典 6]

### ぬいぐるみ
- ギガントサウルス ぬいぐるみ[出典 7]

- ロッキー ぬいぐるみ[出典 8]

- ビル ぬいぐるみ[出典 9]

- タイニー ぬいぐるみ[出典 10]

- マズ ぬいぐるみ[出典 11]

### 衣服
- ギガントサウルス キッズパジャマ[出典 12]

- ギガントサウルス 下着

### 絵本
- ギガントサウルス[出典 13]

- パラサウロロフスのロッキー[出典 14]

- ブラキオサウルスのビル[出典 15]

- トリケラトプスのタイニー[出典 16]

- アンキロサウルスのマズ[出典 17]
- ギガントサウルスおあそびえほん: めいろパズルクイズ[出典 18]
- ギガントサウルスさがしっこえほん[出典 19]

### DVD・ブルーレイ
- ギガントサウルス DVD BOX[出典 20]

- ギガントサウルス ギガントのしっぽ[出典 21]

- ギガントサウルス マズのちょうせん[出典 22]

- ギガントサウルス ギガントとレースしよう[出典 23]

- ギガントサウルス いちばんのヒーロー[出典 24]

- ギガントサウルス とうめいビル[出典 25]

### ゲーム
- ギガントサウルス ザ・ゲーム(2023年12月7日発売[出典 26])